# Stefan van der Pal
Stefan van der Pal (1980) is een Nederlands triatleet. Hij is de eerste persoon ooit die de Elfstedentriatlon heeft volbracht: in 2022 zwom hij binnen een week 200 kilometer, daarna fietste hij de tocht en vervolgens legde hij de route nog een keer hardlopend af. Hij haalde hiermee ruim 96.000 euro op voor stichting Semmy, die zich inzet voor onderzoek naar hersenstamkanker bij kinderen. Hij ontving hiervoor de zilveren sportpenning van gemeente Leeuwarden. Ook ontving hij een ‘Certificaat van bijzondere verdienste' van Commissaris van de Koning Arno Brok.

## Biografie
Van der Pal verzorgt in zijn dagelijks leven de sportlessen op een Mavo / Havo school in Leeuwarden. Rond zijn 18e, is hij na een kruisbandblessure bij het voetballen, in het lopen gerold. Al gauw kwam het fietsen en het zwemmen erbij en kon van der Pal zichzelf triatleet noemen.
Van der Pal won tweemaal, in 2016 en 2017, de Frysman triatlon. Hij zwom de snelste tijd bij het zeezwemmen in Harlingen, werd vijfmaal Noord-Nederlands kampioen op de Olympische afstand triatlon, zwom de Elfstedentocht al eens in estafettevorm en werd tweede bij de Elfsteden Ultraloop, bijna 25 uur non stop rennend langs alle Elfsteden.
Van der Pal gebruikt zijn sport ook om aandacht te vragen voor goede doelen. Zo zwom hij de Elfstedentocht in estafettevorm voor Stichting Doe een wens en liep voor Serious Request vijf dagen hard door Nederland, langs alle steden waar het GlazenHuis heeft gestaan.